# Canva
Canva (транскр.  Канва) је Аустралијска мултинационална софтверска компанија која обезбеђује платформу за графички дизајн. Пружа могућност креирања графике за друштвене мреже, презентације, рекламне материјале, веб-сајтове... Основана је у Аустралији 2013. године. Идеална је за професионално кориштење, али и за за почетнике-јер нуди прегршт већ готових шаблона.
Током година је Canva је развила платформу за штампање производа и уређивање видеа.

## Доступност
Canva је доступна је на већини платформами (Веб-апликација, Android, ChromeOS, iOS, iPadOS, Linux, macOS, Windows). Доступна је на око 200 језика, међу којима је и српски. 

### Претплате
Доступна је бесплатна верзија, али и плаћена Pro верзија, која нуди додатне опције попут премиум шаблона, фонтова, већег простора за складиштење. Плаћена верзија нуди и AI опцију Leonardo коју је Canva купила у августу 2024. године, за непознат износ.

## Историја

### 2013–2020
Canva су основали Мелани Перкинс, Клиф Обрехт и Камерон Адамс у Перту, Аустралија, 1. јануара 2013. Један од раних инвеститора компаније била је Сузан Ву, америчка предузетница. У првој години, Canva је имала више од 750.000 корисника. У априлу 2014, стручњак за друштвене медије и технологију Гај Кавасаки придружио се компанији као њен главни промотор бренда. Године 2015. покренута је Canva for Work, која се фокусира на маркетиншке материјале.
Током финансијске године 2016–17, приход компаније Canva порастао је са 4,4 милиона долара на 60 милиона долара, што је пораст од 1.200%. У 2017. години компанија је достигла профитабилност и имала 294.000 купаца.
У јануару 2018, Перкинс је објавио да је компанија процењена на отприлике 800 милиона долара.
У мају 2019. компанија је прикупила још једну рунду финансирања процењујући је на 3,2 милијарде долара. Процена компаније Canva у октобру 2019 износила је око 2,14 милијарде долара. У октобру 2019. године лансирала нови производ намењен предузећима, што је било део њиховог проширења на тржиште за корпоративне кориснике.
У децембру 2019. године, Canva је најавила Canva for Education, бесплатан програм за школе и друге образовне институције који има за циљ да олакша сарадњу између ученика и наставника.

### 2021-2024
У јуну 2020. Canva је најавила партнерство са предузећима FedEx Office и са Office Depot наредног месеца. Од јуна 2020. године, Canva је процењена на порасла на 6 милијарди долара, да би до септембра 2021. порасла на 40 милијарди долара. У септембру 2021. Canva је прикупила 200 милиона долара, а његова вредност је достигла врхунац те године на 40 милијарди долара. До септембра 2022. године, процена компаније је износила 26 милијарди долара. Иако је њена вредност значајно пала, чак 35%. У марту 2022. Canva је имала преко 75 милиона активних корисника месечно.
Суоснивачи Перкинс и Обрехт су већ открили свој план да дају велики део свог богатства у бројне филантропске сврхе. 2023. године, пар је именован на АФР листи међу 10 најбогатијих људи у Аустралији.
Canva је 7. децембра 2022. лансирала Magic Write, помоћник за писање текстова који покреће вештачка интелигенција. Canva је 22. марта 2023. најавила свој нови алат Assistant, који даје препоруке за графику и стилове који одговарају постојећем дизајну корисника. Canva је 11. јануара 2024. лансирала сопствени модел у OpenAI GPT продавници.
У марту 2024. године, Canva је завршила продају акција по фиксној процени од 26 милијарди долара за компанију, при чему су купци желели 2,4 милијарде долара у акцијама, али су купили око 1,6 милијарди долара у тој транши.
Компанија је објавила да намерава да се такмичи са компанијама Google и Microsoft у категорији канцеларијског софтвера са производима за веб-сајт и дигиталне алате за сарадњу и маркетинг.
У мају 2024. компанија је најавила покретање Canva Enterprise, плана дизајнираног за велике организације, заједно са новим алатима укључујући радне комплете, курсеве и могућности вештачке интелигенције. У току исте године најавили су суфинансирани пројекат соларне енергије како би побољшали своје напоре за одрживост.
Нови изгледи и функције, назване „сјај”, представљени су на догађају Canva Create 2024. Временом су давали бета верзије, а постојао је и тајни образац за откључавање бета верзије, али то је затворено, а сада се уводи временом.